# Ectemnius cavifrons

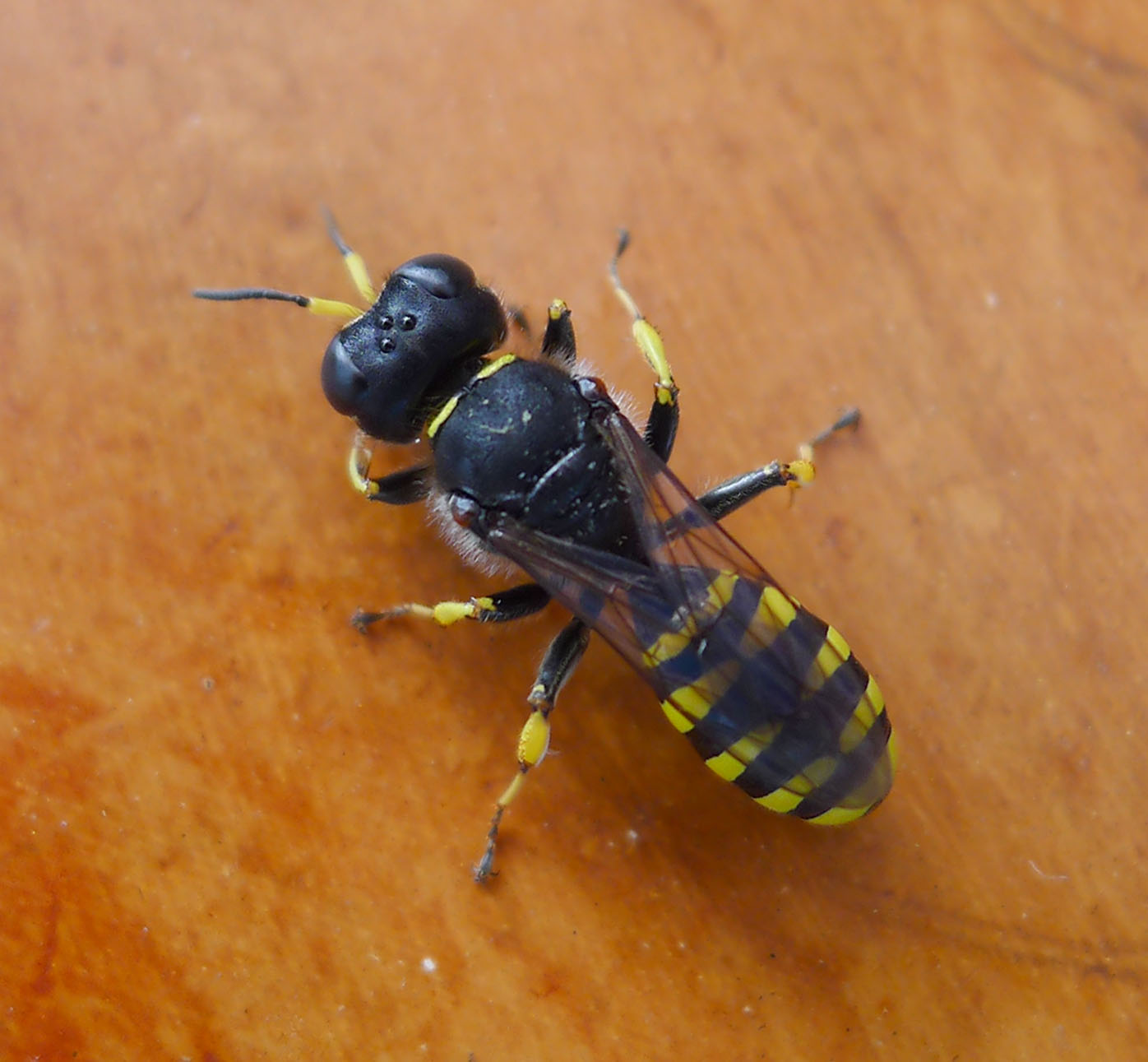
Ectemnius cf. cavifrons, Weibchen, Dorsalansicht

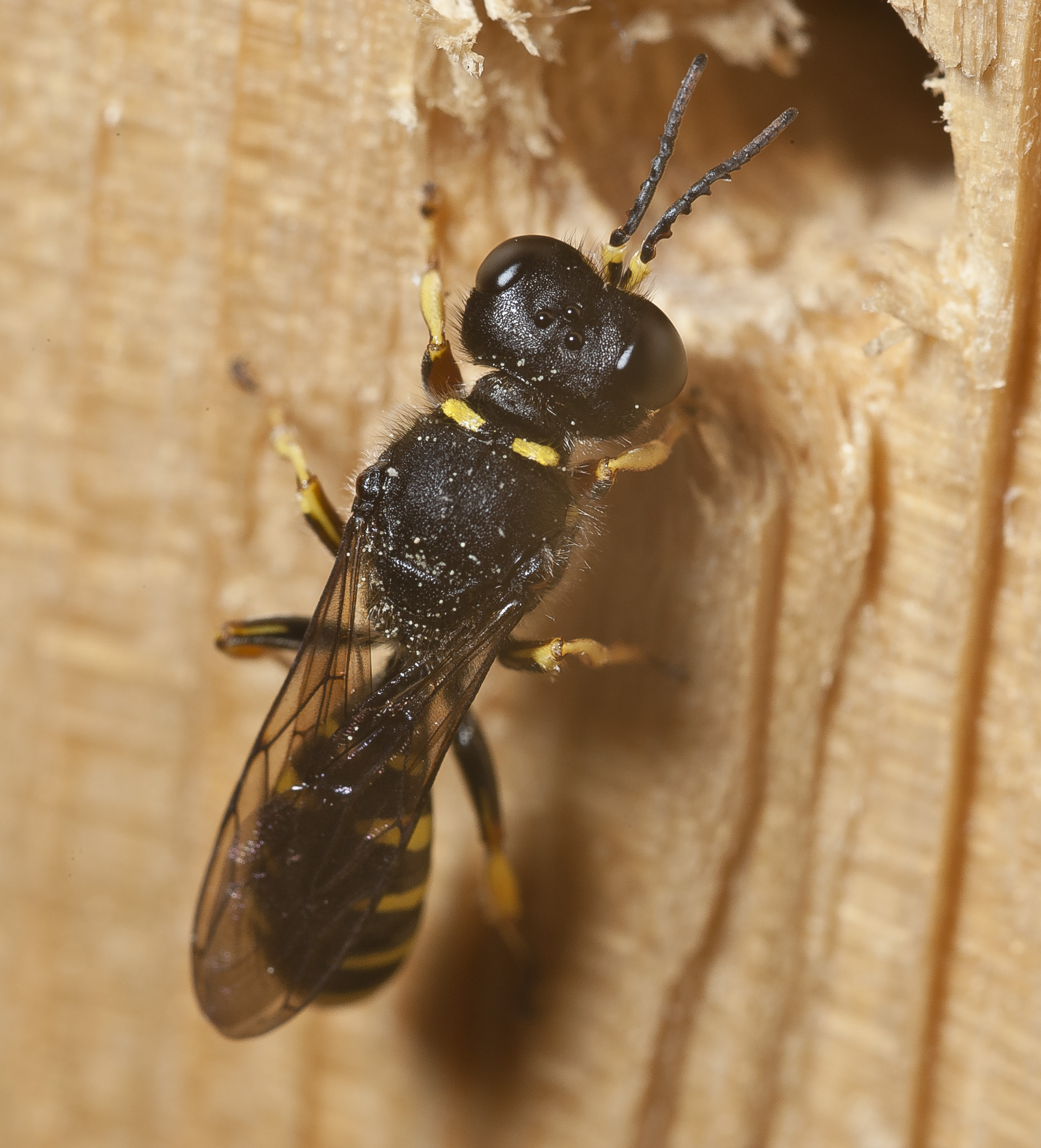
Ectemnius cavifrons, Männchen

Ectemnius cavifrons ist eine Grabwespe aus der Familie der Crabronidae. Der Namenszusatz cavifrons setzt sich aus den lateinischen Begriffen cavus („vertieft“) und frons (Frons oder Stirn) zusammen und bezieht sich auf ein Merkmal der Weibchen.

## Merkmale
Die weiblichen Grabwespen erreichen eine Körperlänge von bis zu 16,5 Millimetern, die Männchen sind zwischen 8 und 12 mm groß. Die Färbung von Ectemnius cavifrons kann variieren und die Grabwespen können deshalb mit einigen sehr ähnlichen verwandten Arten der Gattung Ectemnius verwechselt werden. Die Grabwespen sind überwiegend schwarz gefärbt. Am Vorderrand des Thorax befinden sich zwei gelbe Flecke. Der Hinterleib weist gelbe Querstreifen auf, die auch unterbrochen sein können. Die Flügel sind bräunlich gefärbt. Der Scapus der Weibchen ist gelb gefärbt. Die Geißelglieder des Männchen weisen auf der Unterseite Zähnchen auf. Namensgebend für die Art ist eine Vertiefung der Frons, der Bereich vor den Ozellen (Punktaugen), bei den weiblichen Grabwespen. Die Ozellen bilden ein gleichseitiges Dreieck. Die Enden der Femora, die Tibien sowie die Basaltarsen sind bei den Weibchen gelb gefärbt. 
Außerdem befindet sich bei den Weibchen vor dem Scutellum (Schildchen) ein gelber Fleck. Die Mandibeln der Weibchen sind teils gelb gefärbt.

## Vorkommen
Ectemnius cavifrons ist in Europa weit verbreitet. Ihr Vorkommen reicht von Fennoskandinavien und den Britischen Inseln im Norden bis in den Mittelmeerraum im Süden. Nach Osten reicht das Vorkommen bis in den Fernen Osten (Japan).

## Lebensweise
Die Grabwespen beobachtet man von Juni bis September. Die Lebensweise von Ectemnius cavifrons ist vergleichbar mit der anderer Arten der Gattung Ectemnius. Die Weibchen legen in Weichholz ihre Nisthöhlen an und bevorraten diese mit erbeuteten Fliegen. Das Nest wird mit mehreren Kammern angelegt. Pro Kammer wird ein Ei abgelegt. Die geschlüpften Larven ernähren sich von dem Vorrat.